# Atelopus nicefori
Atelopus nicefori — вид отруйних жаб родини Ропухові (Bufonidae). Вид названий на честь французького натураліста Германо Ніцефоро.

## Поширення
Вид є ендеміком Колумбії, де зустрічається лише у департаменті Антіокія. Мешкає у тропічному гірському дощовому лісі та річках на висоті 1900-2670 м над рівнем моря.